# Плехановская улица (Воронеж)
Плеха́новская у́лица расположена в центре Воронежа, одна из границ Центрального района. Протяжённость — 2,3 км.

## Расположение

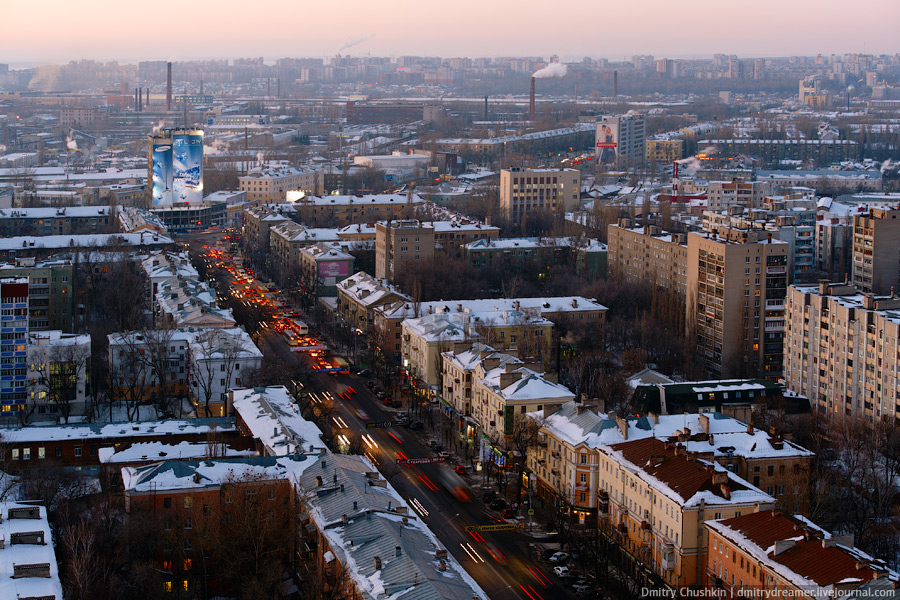
Плехановская улица в сторону Заставы

Улица берёт начало от Университетской площади, на которой расположен главный корпус Воронежского государственного университета, проходит через площадь Застава и заканчивается у путепровода через железнодорожные пути, переходя в Московский проспект.
Автомобильная ширина — 4—6 полос. На начало XXI века улица стала сильно перегружена транспортом в часы пик.
Улица играет важную роль в транспортной связи города, являясь одной из его главных магистралей. По ней проходит множество автобусных маршрутов, а также два троллейбусных маршрута города. До 2001 года по участку улицы Плехановской от Кольцовской до площади Заставы проходило 8 маршрутов трамвая, а также до начала 1960-х годов существовала трамвайная линия на участке от Кольцовского сквера до Кольцовской улицы.
На Плехановской улице расположен один из некогда крупнейших детских магазинов города — «Детский мир».

## История
Улица проложена в соответствии с регулярным планом 1774 года. В соответствии с этим планом современная Плехановская, а в то время — Новомосковская, становилась началом дороги на Москву (вместо параллельной ей Старомосковской, ныне — Карла Маркса). Старомосковская была местом жительства многих воронежских купцов, здесь же располагались и их лавки. По бокам от улицы находились рыночные площади. На месте современного АО "Концерн «Созвездие» (бывший НИИ Связи) стоял Троицкий собор.

## Достопримечательности
Несмотря на то, что улица является одной из старейших в Воронеже и в дореволюционный период была плотно застроена, старинных зданий практически не сохранилось.
- № 3 — дом фабриканта Савостьянова, построен между 1768—1773 годами.
- № 10 — Волжско-Камский банк, архитектор Замятнин, 1914—1915 годы.
- № 16 — дом купцов Вяхиревых, 1904 год постройки.
- № 29 — областной краеведческий музей.
- Памятник А. С. Пушкину, близ театра оперы и балета.
- Мемориальная доска А. М. Горькому (главный корпус Воронежского государственного университета)[2]

В конце 2019 года улица Плехановская победила в конкурсе «Самая красивая улица в новогоднюю ночь»

## Галерея

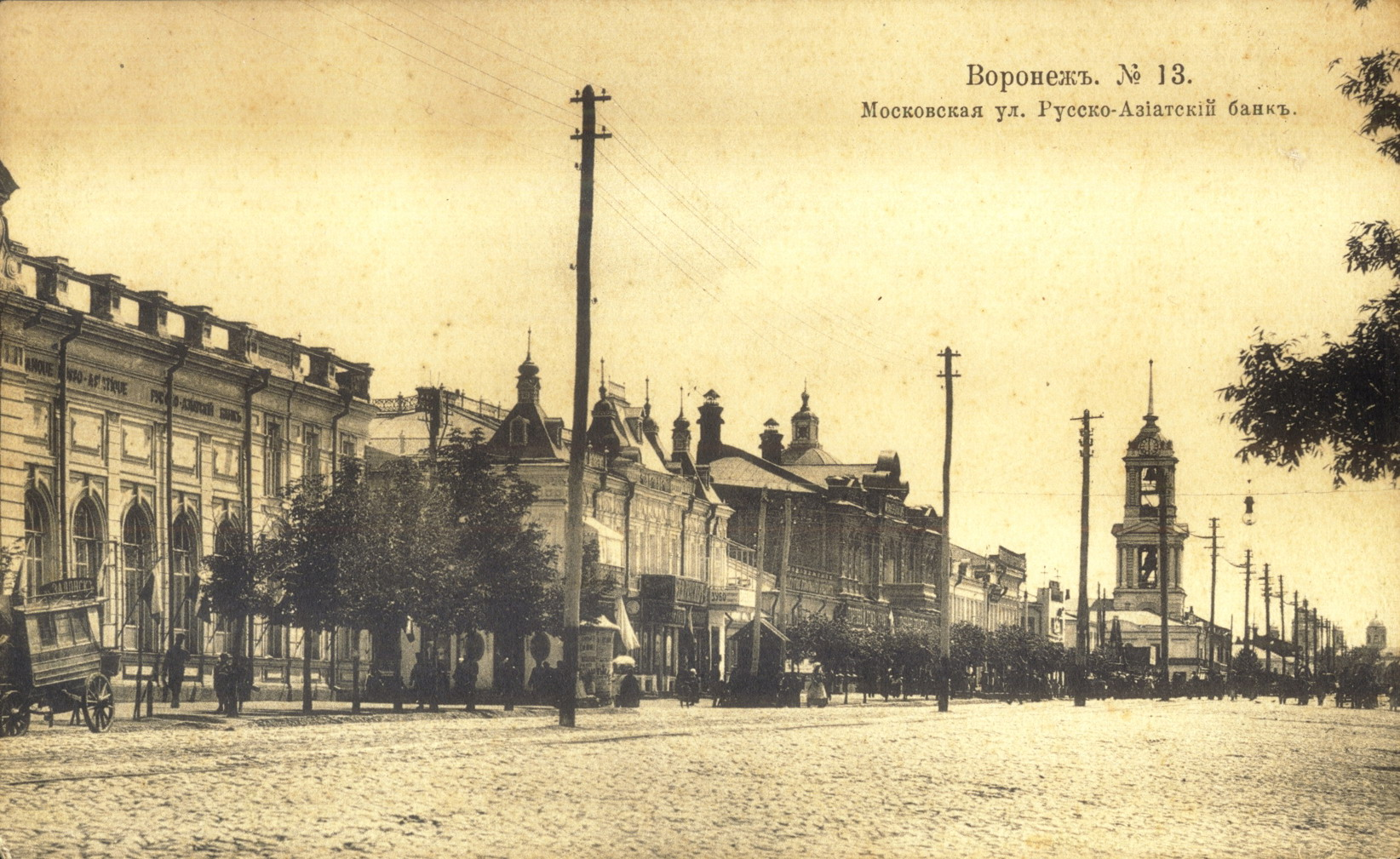
Плехановская, до 1917 года
Вид с площади Заставы
Памятник медицинским работникам перед больницей №3
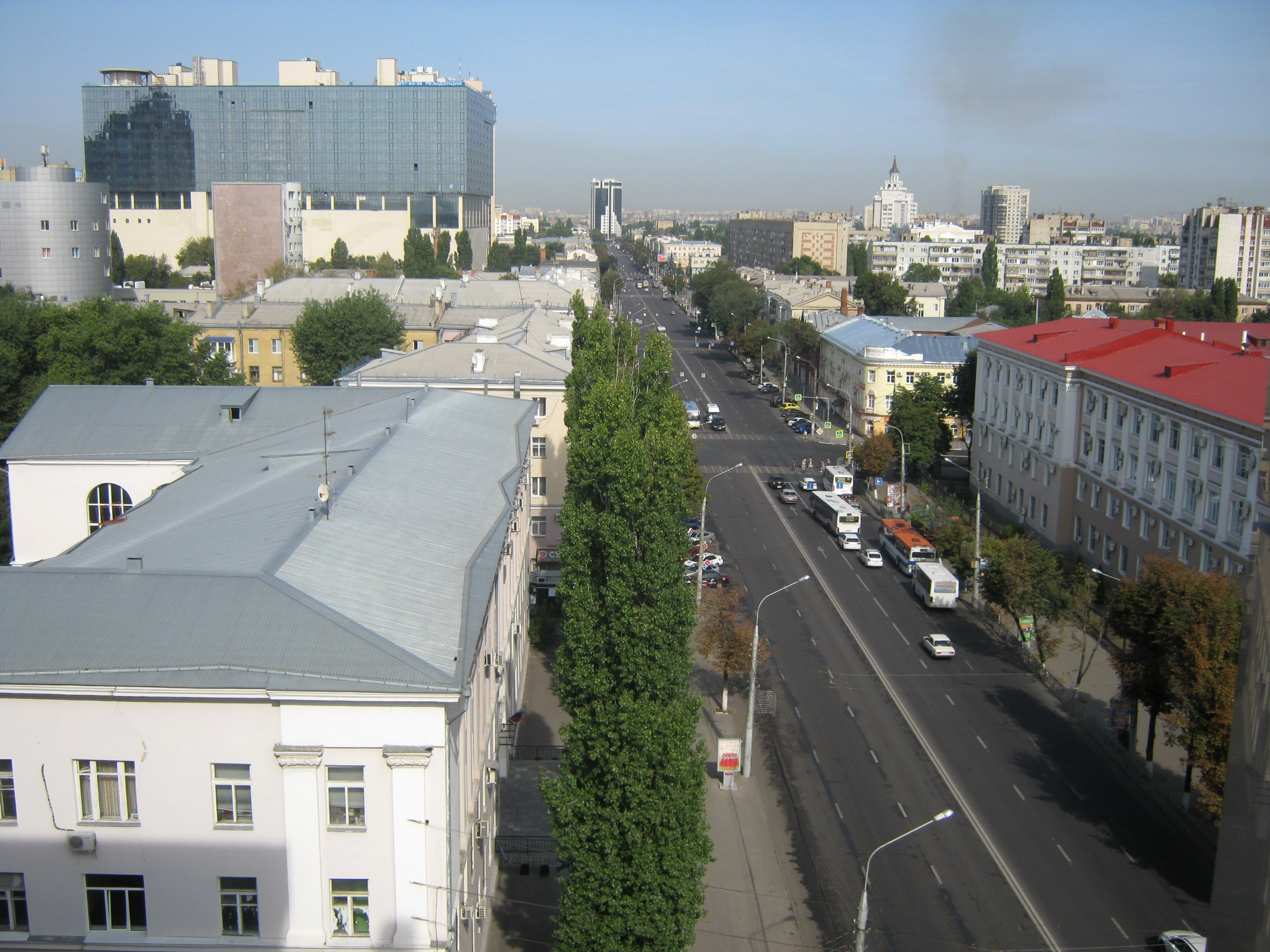
Плехановская улица из центра (2018 г.)